# Słodkówko (Pomerania Occidental)
Słodkówko [pronunciación en polaco: /swɔtˈkufkɔ/] (en alemán: Klein Schlatikow) es un pueblo ubicado en el distrito administrativo de Gmina Suchań, dentro del Condado de Stargard, Voivodato de Pomerania Occidental, en el norte de Polonia occidental. Se encuentra aproximadamente a 5 kilómetros al noroeste de Suchań, a 17 kilómetros al este de Stargard, y a 48 kilómetros al este de la capital regional Szczecin.
Antes de 1945, el área fue parte de Alemania. Para la historia de la región, vea Historia de Pomerania.